# Bloom Tour
Il Bloom Tour è il secondo tour di concerti del cantante australiano Troye Sivan, a supporto del suo secondo album in studio Bloom.

## Antefatti
Il 18 maggio 2018 Sivan ha annunciato le tappe in Nord America. L'artista d'apertura principale per questa serie di concerti è stata la cantautrice tedesca Kim Petras alla quale si sono affiancati, in alcune date, i cantautori statunitensi Leland e Carlie Hanson.
La scelta dell'artista tedesca ha causato disappunto tra i fan considerate le sue dichiarazioni in merito al produttore discografico Dr. Luke, denunciato dalla cantante Kesha per abusi sessuali.
Nel novembre del 2018 sono state annunciati i concerti in Sud America e in Europa.
Il 14 febbraio 2019 sono state annunciate le tappe in Asia mentre nel giugno quelle in Australia e Nuova Zelanda.
Le ultime tre tappe in Cina sono state annunciate il 24 settembre 2019.

## Scaletta
La seguente è la scaletta corrispondente allo spettacolo a Londra del 28 febbraio 2019.
1. Seventeen
2. Bloom
3. Plum
4. Heaven
5. Fools
6. Lucky Strike
7. Wild
8. I'm So Tired...
9. Postcard
10. The Good Side
11. What a Heavenly Way to Die
12. Bite
13. 1999
14. Dance to This
15. Animal

Encore
1. Youth
2. My My My!

## Date
| Data              | Città            | Stato         | Luogo                             |
| Nord America      | Nord America     | Nord America  | Nord America                      |
| ----------------- | ---------------- | ------------- | --------------------------------- |
| 21 settembre 2018 | Irving           | Stati Uniti   | Pavillion at Toyota Music Factory |
| 23 settembre 2018 | Austin           | Stati Uniti   | Austin City Limits                |
| 24 settembre 2018 | Sugar Land       | Stati Uniti   | Smart Financial Centre            |
| 26 settembre 2018 | Jacksonville     | Stati Uniti   | Daily's Place                     |
| 28 settembre 2018 | Saint Petersburg | Stati Uniti   | Mahaffey Theater                  |
| 29 settembre 2018 | Miami            | Stati Uniti   | Klipsch Amphitheatre              |
| 1º ottobre 2018   | Atlanta          | Stati Uniti   | Coca-Cola Roxy Theater            |
| 2 ottobre 2018    | Charlotte        | Stati Uniti   | Metro Credit Union Amphitheatre   |
| 4 ottobre 2018    | Washington       | Stati Uniti   | The Anthem                        |
| 6 ottobre 2018    | Upper Darby      | Stati Uniti   | Tower Theater                     |
| 9 ottobre 2018    | New York         | Stati Uniti   | Radio City Music Hall             |
| 11 ottobre 2018   | Laval            | Canada        | Place Bell                        |
| 12 ottobre 2018   | Boston           | Stati Uniti   | Wang Theatre                      |
| 14 ottobre 2018   | Detroit          | Stati Uniti   | Fox Theatre                       |
| 15 ottobre 2018   | Toronto          | Canada        | Sony Centre                       |
| 17 ottobre 2018   | Minneapolis      | Stati Uniti   | State Theatre                     |
| 19 ottobre 2018   | Chicago          | Stati Uniti   | Chicago Theatre                   |
| 20 ottobre 2018   | Milwaukee        | Stati Uniti   | Eagles Ballroom                   |
| 22 ottobre 2018   | Denver           | Stati Uniti   | Fillmore Auditorium               |
| 24 ottobre 2018   | Phoenix          | Stati Uniti   | Comerica Theatre                  |
| 25 ottobre 2018   | San Diego        | Stati Uniti   | CalCoast Credit Union Theatre     |
| 27 ottobre 2018   | Anaheim          | Stati Uniti   | House of Blues                    |
| 30 ottobre 2018   | Los Angeles      | Stati Uniti   | Greek Theatre                     |
| 1º novembre 2018  | San Francisco    | Stati Uniti   | SF Masonic Auditorium             |
| 2 novembre 2018   | San Francisco    | Stati Uniti   | SF Masonic Auditorium             |
| 5 novembre 2018   | Portland         | Stati Uniti   | Roseland Theater                  |
| 7 novembre 2018   | Seattle          | Stati Uniti   | Paramount Theatre                 |
| 8 novembre 2018   | Vancouver        | Canada        | Queen Elizabeth Theatre           |
| Europa            |                  |               |                                   |
| 23 febbraio 2019  | Glasgow          | Regno Unito   | O2 Academy Glasgow                |
| 24 febbraio 2019  | Manchester       | Regno Unito   | O2 Apollo Manchester              |
| 26 febbraio 2019  | Birmingham       | Regno Unito   | O2 Academy Birmingham             |
| 28 febbraio 2019  | Londra           | Regno Unito   | Eventim Apollo                    |
| 4 marzo 2019      | Anversa          | Belgio        | Lotto Arena                       |
| 5 marzo 2019      | Amsterdam        | Paesi Bassi   | AFAS Live                         |
| 9 marzo 2019      | Vienna           | Austria       | Planet.tt Bank Austria Halle      |
| 11 marzo 2019     | Milano           | Italia        | Fabrique                          |
| 13 marzo 2019     | Monaco           | Germania      | Tonhalle                          |
| 14 marzo 2019     | Berlino          | Germania      | Tempodrom                         |
| 16 marzo 2019     | Colonia          | Germania      | Palladium                         |
| 18 marzo 2019     | Copenaghen       | Danimarca     | Forum Copenaghen                  |
| 19 marzo 2019     | Stoccolma        | Svezia        | Cirkus                            |
| 21 marzo 2019     | Oslo             | Norvegia      | Sentrum Scene                     |
| Sud America       |                  |               |                                   |
| 28 marzo 2019     | Buenos Aires     | Argentina     | Niceto Club                       |
| 30 marzo 2019     | Buenos Aires     | Argentina     | Ippodromo di San Isidro           |
| 31 marzo 2019     | Santiago         | Cile          | Parco O'Higgins                   |
| 3 aprile 2019     | San Paolo        | Brasile       | Cine Jóia                         |
| 5 aprile 2019     | San Paolo        | Brasile       | Circuito di Interlagos            |
| Asia              |                  |               |                                   |
| 22 aprile 2019    | Shanghai         | Cina          | Mercedes-Benz Arena               |
| 24 aprile 2019    | Tokyo            | Giappone      | Toyosu Pit                        |
| 27 aprile 2019    | Seul             | Corea del Sud | KPSO Dome                         |
| 29 aprile 2019    | Taipei           | Taiwan        | Convention Center                 |
| 1º maggio 2019    | Pasay            | Filippine     | Mall of Asia Arena                |
| 3 maggio 2019     | Singapore        | Singapore     | The Star Performing Arts Centre   |
| 6 maggio 2019     | Hong Kong        | Hong Kong     | AsiaWorld–Expo                    |
| 8 maggio 2019     | Bangkok          | Thailandia    | Impact Exhibition Hall 5          |
| Oceania           |                  |               |                                   |
| 13 settembre 2019 | Auckland         | Nuova Zelanda | Spark Arena                       |
| 16 settembre 2019 | Perth            | Australia     | HBF Stadium                       |
| 18 settembre 2019 | Adelaide         | Australia     | Entertainment Centre              |
| 20 settembre 2019 | Sydney           | Australia     | Hordern Pavilion                  |
| 21 settembre 2019 | Sydney           | Australia     | Hordern Pavilion                  |
| 23 settembre 2019 | Brisbane         | Australia     | BCEC Great Hall                   |
| 25 settembre 2019 | Melbourne        | Australia     | Margaret Court Arena              |
| Asia              |                  |               |                                   |
| 25 novembre 2019  | Shenzhen         | Cina          | Shenzhen Bay Arena                |
| 27 novembre 2019  | Shanghai         | Cina          | Mercedes-Benz Arena               |
| 30 novembre 2019  | Chengdu          | Cina          | Chengdu Magic Cube                |

### Cancellazioni
| Data         | Città  | Stato   | Luogo        | Causa    |
| Europa       | Europa | Europa  | Europa       | Europa   |
| ------------ | ------ | ------- | ------------ | -------- |
| 7 marzo 2019 | Parigi | Francia | Zénith Paris | Malattia |

Note
1. ↑  Il concerto del 30 marzo 2019 all'Ippodromo di San Isidro di Buenos Aires fa parte del Lollapalooza Argentina
2. ↑  Il concerto del 31 marzo 2019 al Parco O'Higgins di Santiago fa parte del Lollapalooza Cile
3. ↑  Il concerto del 5 aprile 2019 al Circuito di Interlagos di San Paolo fa parte del Lollapalooza Brasile